# Филиппинская суповая акула
Филиппинская суповая акула (лат. Hemitriakis leucoperiptera) — малоизученный вид хрящевых рыб рода Суповых акул семейства куньих акул отряда кархаринообразных. Эндемик западной части Тихого океана. Обнаружено всего 3 особи. Вероятно, размножается бесплацентарным живорождением. Максимальная зафиксированная длина 96 см. Опасности для человека не представляет. 

## Таксономия
Впервые научное описание этого вида было дано в 1923 году. 

## Ареал
Эти акулы являются редкими эндемиками западной части Тихого океана. Они обитают у берегов Филиппин на глубине до 48 м. 

## Описание
У этих акул довольно вытянутая морда, рот имеет форму широкой арки. Тело «горбатое», коренастое. Глаза овальные, вытянуты по горизонтали и оснащены нижним третьим веком. Под глазами имеется выступающий гребень.  Ноздри обрамлены короткими кожными складками. Уплощённые зубы имеют выступающее центральное остриё и небольшие дистальные зубцы. 
Первый спинной плавник длиннее второго, но существенно короче хвостового плавника. Его основание расположено позади основания грудных плавников. Основание второго спинного плавника находится перед основанием анального плавника. Анальный плавник меньше обоих спинных плавников. У края верхней лопасти хвостового плавника имеется вентральная выемка. Хвостовой плавник вытянут почти горизонтально. Количество позвонков 133—146.  

## Биология
Вероятно, филиппинские суповые акулы размножаются бесплацентарным живорождением. Была обнаружена только одна беременная самка с 12 эмбрионами размером 20—22 см.

## Взаимодействие с человеком
Не представляет опасности для человека. Вероятно, местное население употребляет мясо этих акул в пищу. В качестве прилова может попадать в рыболовные сети. В ареале этих акул ведётся интенсивный рыбный промысел. Кроме того, окружающая среда подвержена сильному антропогенному воздействию. За последние 50 лет нет никаких данных относительно обнаружения филиппинских суповых акул. Международный союз охраны природы присвоил этому виду статус «Вымирающий вид».